# Martina Magenta
Martina Magenta (ur. 17 marca 1973) – włoska snowboardzistka. Nie startowała na igrzyskach olimpijskich ani na mistrzostwach świata w snowboardzie. Najlepsze wyniki w Pucharze Świata osiągnęła w sezonie 1997/1998, kiedy to zajęła 43. miejsce w klasyfikacji generalnej.

## Sukcesy

### Puchar Świata

#### Miejsca w klasyfikacji generalnej
- 1996/1997 - 93.
- 1997/1998 - 43.

#### Miejsca na podium
1. Tignes – 13 listopada 1997 (Gigant) - 2. miejsce